# Gwen Lister
Gwen Lister (* 5. Dezember 1953 in East London, Südafrika) ist eine namibische Journalistin, Verlegerin, Apartheidsgegnerin und Aktivistin für Pressefreiheit. Sie ist Gründerin und war bis 2011 Chefredakteurin der namibischen Tageszeitung The Namibian und ist Mitbegründerin des Media Institute of Southern Africa (MISA).

## Leben

### Ausbildung
Nach ihrer Hochschulausbildung an der Universität Kapstadt startete Lister 1975 ihre journalistische Karriere beim Windhoek Advertiser. 1978 gründete sie mit dem Herausgeber des Advertisers, Hannes Smith, den Windhoek Observer. Als politischer Editor des Observers sprach sich Lister regelmäßig gegen Südafrikas Apartheidspolitik in Namibia aus. Dafür wurde sie von den Behörden verfolgt und wiederholt wegen falscher Anschuldigungen vor Gericht gestellt. Ihr Haus wurde mehrfach durchsucht und ihre Post überwacht.

### Gründung des Namibian bis zum Ende der südafrikanischen Besatzung
1984 wurde der Windhoek Observer von der Medienkommission in Pretoria verboten, hauptsächlich wegen Listers politischer Berichterstattung. Sie erhob erfolgreich Einspruch gegen das Verbot, wurde jedoch noch während des Verfahrens vom Management des Observers wegen Rufschädigung zum gewöhnlichen Journalisten degradiert. Ihre Kollegen streikten wegen dieser Entscheidung und wurden entlassen, Lister kündigte wenig später und gründete 1985 The Namibian.
Der Namibian galt als linke, den afrikanischen Unabhängigkeitsbewegungen und der SWAPO nahestehende Zeitung. Der Name war sowohl Provokation als auch Programm, wurde doch einem Staat Namibia (der erst fünf Jahre später Unabhängigkeit erlangte) von der völkerrechtlich nicht mehr akzeptierten Verwaltungsmacht, Südafrika, das Existenzrecht bislang verwehrt. Lister war der Apartheidsregierung ein solcher Dorn im Auge, dass in den 80er Jahren die südafrikanische Militärgeheimeinheit Civil Cooperation Bureau einen Attentäter auf sie ansetzte, der mit einem langsam wirkenden Gift ihre Kosmetika kontaminieren sollte.
1988 wurde Gwen Lister, zu der Zeit vier Monate schwanger, wegen der Veröffentlichung eines vertraulichen Dokuments verhaftet, aber nach ein paar Tagen unter Auflagen freigelassen. Im selben Jahr wurde auf die Büros des Namibian ein Brand- und Tränengasanschlag verübt. Die „Wit Wolwe“ (afrikaans für: Weiße Wölfe), eine rechtsradikale und rassistische Terrororganisation, bekannte sich zu dem Anschlag.

### Seit der Unabhängigkeit Namibias
1990 wurde Namibia unabhängig. Lister prägte seitdem die neue Rolle des Namibian als Beobachter und Kritiker der Regierung, vor allem der jetzt mit absoluter Mehrheit regierenden SWAPO-Partei. Dies führte nach mehreren verbalen Drohungen gegenüber ihrer Zeitung 2001 zu einem Anzeigenboykott durch die Regierung, der ein Jahr später durch ein Verbot erweitert wurde, Ausgaben des Namibian mit öffentlichen Geldern zu kaufen. Beide Verbote sind bis heute in Kraft, trotz seiner Rolle als auflagenstärkste namibische Tageszeitung.
Im März 2011 trat sie als Chefredakteurin des Namibian zurück.

## Auszeichnungen und Ehrungen
- 1992 Internationaler Pressefreiheitspreis des Committee to Protect Journalists
- 1995 Nieman Fellow an der Harvard-Universität
- 2000 Titel „Held der Weltpressefreiheit“ (World Press Freedom Hero) des International Press Institutes in Wien[3]
- 2004 Titel „Couragierte Journalistin“ (Courage in Journalism) der International Women’s Media Foundation.[4]

## Veröffentlichungen
- Gwen Lister: Comrade editor. On life, journalism and the birth of Namibia. Tafelberg, Cape Town 2021, ISBN 978-0-624-09256-8.
- Hunderte Artikel unter anderem in der Tageszeitung The Namibian